# 比列湖 (柳別希夫區)
51°54′07″N 24°58′51″E / 51.90194°N 24.98083°E
比列湖（烏克蘭語：Біле озеро），是烏克蘭的湖泊，位於該國西北部沃倫州，由卡明-卡希尔斯基区負責管轄，距離涅維爾2公里，長3.3公里，寬2.12公里，面積7平方公里，平均水深4.3米，最大水深13米。